# Всемирная психиатрическая ассоциация
Всеми́рная психиатри́ческая ассоциа́ция (ВПА) (англ. World Psychiatric Association) — международная организация, объединяющая психиатрические ассоциации отдельных стран.

## Цели
Первоначально Всемирная психиатрическая ассоциация создавалась для проведения всемирных психиатрических конгрессов, организуемых раз в три года, однако с расширением деятельности и влияния также стала участвовать в проведении региональных собраний, повышении качества подготовки специалистов и установлении этических, научных и терапевтических стандартов в области психиатрии. В настоящее время Всемирная психиатрическая ассоциация ставит перед собой следующие цели:   
- расширять знания и навыки, необходимые для работы в сфере психического здоровья и при оказании помощи психически больным;
- улучшать помощь психически больным;
- проводить профилактику психических расстройств;
- поддерживать психическое здоровье;
- защищать права психически больных;
- содействовать разработке и соблюдению самых высоких этических стандартов в психиатрической помощи, подготовке и исследованиях;
- содействовать разработке самых высоких стандартов качества в психиатрической помощи, подготовке и исследованиях, а также соблюдению таковых стандартов;
- содействовать недискриминации (равноправию) при оказании помощи психически больным;
- защищать права психиатров.

## История

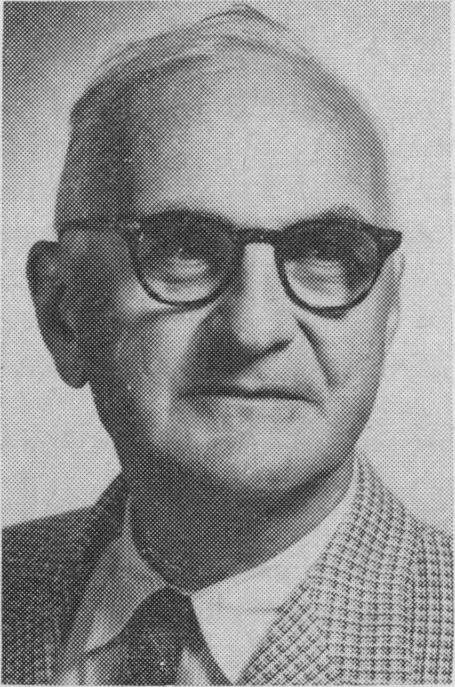
Дональд Евен Камерон (1901—1967), второй президент ВПА

Первым президентом ВПА стал в 1950 году, когда она была создана, Джин Делей. Пост второго президента ВПА занял в 1961 году, когда она получила официальный статус организации, Дональд Евен Камерон, снискавший дурную славу в связи с участием в экспериментах ЦРУ по управлению сознанием, таких как проект «МК-Ультра». С 2014 года президентом ВПА является профессор Динеш Бугра (Dinesh Bhugra). Президент ВПА избирается на трехлетний срок.
Первый конгресс ВПА был проведён по инициативе Жана Делея и Анри Эя в 1950 году в Париже. Последний на текущий момент, XVI конгресс ВПА прошёл 14—18 сентября 2014 года в Мадриде.

## Структура
Корпоративными членами ВПА являются 135 национальных психиатрических обществ, представляющих более 180 000 психиатров из 118 разных стран. Эти общества сосредоточены в 18 зонах и 5 регионах: Америка, Европа, Африка, Азия и страны Южнотихоокеанского региона.  Представители данных обществ составляют Генеральную ассамблею ВПА, её руководящий орган. В ВПА также входят в качестве членов физические лица, и имеются положения по приёму в члены других ассоциаций (например, занимающихся какой-либо отдельной проблемой в психиатрии).

## Издание
Официальное периодическое издание ВПА — журнал «Всемирная психиатрия», выходящий с 2002 года с периодичностью три раза в год: каждый февраль, июнь и октябрь.

## Деятельность
В 1996 году для преодоления тяжелых последствий стигматизации и дискриминации, связанных с шизофренией, по инициативе ВПА была начата  глобальная программа «Open-the-Doors», а в 2005 году была создана секция ВПА по Стигме и психическому здоровью.
ВПА участвовала во внедрении в практику кодекса профессиональной этики для психиатров. Ассоциация также расследовала обстоятельства использования психиатрии в немедицинских целях в отношении движения Фалуньгун в Китае.

## Отношения с российскими психиатрическими организациями
В 1968 году во Всемирную психиатрическую ассоциацию было принято Всесоюзное научное общество невропатологов и психиатров, основанное в 1927 году и объединявшее в 1973 году почти 15 тысяч советских психиатров. Оно добровольно покинуло Всемирную психиатрическую ассоциацию в 1983 году, когда было предложено исключить его из неё на основании полученных из СССР данных об использовании психиатрии в политических целях.
Неуклонно расширявшееся в СССР использование психиатрии в политических целях привело к тому, что на состоявшемся в августе — сентябре 1977 года в американском городе Гонолулу (столица штата Гавайи) VI конгрессе Всемирной психиатрической ассоциации приняли решение создать в ней «Комитет по расследованию случаев злоупотребления психиатрией» (англ. WPA Committee to Review the Abuse of Psychiatry), действующий до настоящего времени. На данном конгрессе также были приняты резолюция, «осуждающая систематические злоупотребления психиатрией в политических целях в СССР», и «Гавайская декларация» (англ. The Declaration of Hawaii) — первый документ с изложением ряда основных этических норм, касающихся деятельности психиатров во всех странах.
В августе 1982 года правление Американской психиатрической ассоциации разослало всем национальным обществам психиатров в составе Всемирной психиатрической ассоциации письмо о принятии им резолюции, гласившей:

Если Всесоюзное общество невропатологов и психиатров СССР до 1 апреля 1983 года не ответит надлежащим образом на запросы Всемирной психиатрической ассоциации относительно случаев заявленного злоупотребления психиатрией, то Всесоюзное общество должно быть временно лишено членства во Всемирной психиатрической ассоциации до тех пор, пока эти злоупотребления не прекратятся:16.   
Оригинальный текст (англ.)If the All Union Society of Neuropathologists and Psychiatrists of the U.S.S.R. does not adequately respond to the inquiries by the World Psychiatric Association on cases of alleged abuse of psychiatry by April 1, 1983; the All Union Society should be suspended from membership in the World Psychiatry Association until such time as these abuses come to an end.

В нём также сообщалось, что американская делегация на заседании Комиссии по правам человека ООН, запланированном на февраль 1983 года в Женеве, намерена внести на рассмотрение Комиссии проект резолюции, осуждающей практику использования психиатрии в политических целях. В этой связи руководителям национальных обществ психиатров в случаях, если они поддерживают позицию США, рекомендовалось направлять соответствующие предложения в министерства иностранных дел, членам делегаций их стран в Комиссии по правам человека ООН, в международный отдел Американской психиатрической ассоциации и «Комитет, занимающийся вопросами злоупотребления психиатрией в международном аспекте».
В частности, резолюции, призывавшие Генеральную ассамблею Всемирной психиатрической ассоциации лишить Всесоюзное научное общество невропатологов и психиатров СССР членства в ней за «невыполнение решений предыдущего конгресса и игнорирование запросов, исходящих от организаций», приняли, наряду с Американской психиатрической ассоциацией, Королевский колледж психиатров Великобритании и Датское общество психиатров.
Национальные ассоциации справедливо пришли к мнению, что 10 лет скрытой дипломатии, частных разговоров с представителями советской официальной психиатрии и сдержанных общественных протестов существенно не отразились на масштабе советских злоупотреблений и что данный подход, таким образом, не имел успеха. В январе 1983 года количество ассоциаций — членов Всемирной психиатрической ассоциации, проголосовавших за бессрочное или временное исключение из неё СССР, возросло до девяти. Поскольку данные ассоциации обладали половиной голосов в руководящем органе ВПА, теперь, в январе, представители СССР были почти уверены в том, что будут исключены из неё при голосовании в июле:44.
В 1983 году Всесоюзное научное общество невропатологов и психиатров добровольно вышло из Всемирной психиатрической ассоциации накануне её VII конгресса в Австрии, чтобы не потерять свою репутацию окончательно. Мотивы данного решения поясняются в записке председателя КГБ СССР Виталия Федорчука и министра здравоохранения СССР Сергея Буренкова в ЦК КПСС «О подготовке специальными службами противника новой антисоветской акции в связи с предстоящим в 1983 году Всемирным Конгрессом психиатров в Австрии»:
По полученным КГБ СССР данным, руководителями  австрийского оргкомитета по подготовке VII Всемирного конгресса психиатров считают вопрос об исключении СССР из ВПА решённым, так как, по заявлению профессора Гофмана — члена оргкомитета, он «окончательно подготовлен к реализации». С учётом складывающейся обстановки считали бы целесообразным рассмотреть вопрос о выходе ВНО невропатологов и психиатров из ВПА и об игнорировании его участия в VII Всемирном конгрессе психиатров в Австрии.
Отношения российской психиатрии с западной наладились только в годы перестройки. Первой российской психиатрической организацией, принятой во Всемирную психиатрическую ассоциацию на её конгрессе в Афинах 17 октября 1989 года, стала Независимая психиатрическая ассоциация. Учитывая факты политического использования психиатрии в СССР, Всемирная психиатрическая ассоциация выдвинула 5 условий, которые должна была выполнить любая желавшая вступить в неё российская психиатрическая организация:
1. Признать использование психиатрии в политических целях.
2. Реабилитировать пострадавших.
3. Принять закон о психиатрической помощи.
4. Сменить руководство советской психиатрии.
5. Принимать инспекции ВПА[12][25].

Во исполнение настоящих условий 2 июля 1992 года в России был принят Закон о психиатрической помощи (N 3185-1), вступивший в силу 1 января 1993 года, признано использование психиатрии в  политических целях и реабилитирована часть пострадавших. По данным, опубликованным Международным обществом прав человека в «Белой книге России», в целом по стране жертвами «политической психиатрии» стали порядка двух миллионов человек. В 1988—1989 году по требованию западных психиатров как одному из условий принятия советских психиатров во Всемирную психиатрическую ассоциацию около двух миллионов человек было снято c психиатрического учёта. В Комментарии к Закону РФ «О психиатрической помощи» отмечается, что жертвам «политической психиатрии», подвергшимся репрессиям в виде помещения на принудительное лечение в психиатрические лечебные учреждения и реабилитированным в установленном порядке, выплачивается денежная компенсация государством. Тем самым были признаны факты использования психиатрии в политических целях.
В 1988 году, когда жертв «политической психиатрии» постепенно начали реабилитировать, выписывая из психиатрических больниц и снимая с психиатрического учёта в психоневрологических диспансерах, Всесоюзное научное общество невропатологов и психиатров вновь было принято во Всемирную психиатрическую ассоциацию. В настоящее время её членом является организация-правопреемник — Российское общество психиатров.

## Участие российской психиатрии в деятельности ВПА
Решения по важнейшим вопросам принимаются на Генеральных Ассамблеях Всемирной психиатрической ассоциации путём голосования с участием двух российских психиатрических организаций — Независимой психиатрической ассоциации России и Российского общества психиатров. При каждом проводимом Всемирной психиатрической ассоциацией голосовании по важнейшим вопросам Независимая психиатрическая ассоциация России имеет 7 голосов, Российское общество психиатров — 11.

## Комитет по расследованию
В 1977 году на VI Всемирном психиатрическом конгрессе было принято решение создать комитет, названный позднее Комитетом по расследованию (англ. Review Committee) или более точно — Комитетом ВПА по расследованию случаев злоупотребления психиатрией (англ. WPA Committee to Review the Abuse of Psychiatry), который согласно своей компетенции должен расследовать любые заявленные случаи использования психиатрии в политических целях.
Компетенция  Комитета по расследованию была пересмотрена Генеральной ассамблеей 1999 года следующим образом: 

Комитет по расследованию рассматривает жалобы и иные вопросы и инициирует расследования по нарушениям этических принципов психиатрической практики, как указано в Мадридской декларации и её дополнительных предписаниях, с целью составить рекомендации Исполнительному комитету в отношении любого возможного действия.   
Оригинальный текст (англ.)The Review Committee shall review complaints and other issues and initiate investigations on the violations of the ethical guidelines for the practice of psychiatry as stated in the Declaration of Madrid and its additional guidelines in order to make recommendations to the Executive Committee as to any possible action.